# Hussein Fatal
Bruce Washington, beter bekend als Hussein Fatal, (Montclair, 3 april 1973 – 11 juli 2015) was een Amerikaanse rapper en lid van de rapgroep Outlawz. Hij overleed op 11 juli 2015 tijdens een auto-ongeluk.

## Biografie

### The Outlawz
Fatal groeide op in de getto's tussen gangs en drugs, zodoende raakte hij meerdere malen op het slechte pad. Hij besloot zijn leven te beteren en richtte samen met 2Pac, Yaki Kadafi, E.D.I. Mean, Kastro en nog een aantal minder bekende rappers de rapgroep Outlawz op. Die groep werd het middelpunt van de East-West Coast-oorlog. Samen met de Outlawz onder leiding van 2pac werden er diss-track na disstrack tegen elkaar gemaakt. Het bleef alleen niet bij disstracks en rap-icoon 2Pac werd in 1996 doodgeschoten. Toen twee maanden later ook zijn vriend Yaki Kadafi werd doodgeschoten besloot hij dat de drugswereld veiliger was dan de rapwereld.

### Vervolg carrière
Na maanden van chaos besloot hij te tekenen bij Realitivity Records. Daar bracht hij zijn eerste solo-album uit, In The Line Of Fire.
Het label ging echter kort daarna failliet en Fatal stond weer op straat. Een maand later kreeg hij zijn eerste kind.
Hij tekende voor het Houston-label Rap-A-Lot Records, de thuisbasis van onder andere de Geto Boys en Scarface. daar werkte hij aan zijn 2e album, Death Before Dishonor. Hij nam meer dan 40 nummers op met o.a Ja Rule en Fat Joe. Helaas werd hij gearresteerd en kwam hij vast te zitten voor drugshandel die hij 3 jaar eerder gepleegd had. Nadat hij vrij kwam gaf hij het album vrij.

### Recente jaren
Hij richtte zijn eigen label op, ThugterEntertainment, waarop hij enkel mixtape heeft uitgegeven. In 2010 herenigde hij weer met de Outlawz, waar hij bij weg was gegaan omdat ze volgens hem niet de richting volgden die 2Pac zou willen.
Dat resulteerde in het album Killuminati2k10. een jaar later gaf hij Killuminati2k11 uit. Die titels slaan op de vermeende moord van de Illuminati op 2Pac. In 2011 brachten zij ook het album Ferfect timing

### Dood
Hussein Fatal is omgekomen tijdens een auto-ongeluk op 11 juli 2015, zijn overlijden is via de media bevestigd door de rapgroep Outlawz.

## Discografie
- In the Line of Fire (1998)
- Fatal (2002)
- Fatalveli Volume 1 (2003)
- Fatalveli Volume 2 (2004)
- Section 8 (2006)
- 1090 Official (2007)
- New Jersey D.O.C (2007)
- Thug In Thug Out (2007)
- Makaveli Soldiers (2008)
- Thugtertainment Soldiers (2009)
- Pain Muzik (2009)
- Born Legendary (2009)
- Trouble (2009)
- Outkasted Outlawz (2010)